# مركبة بلا خيل

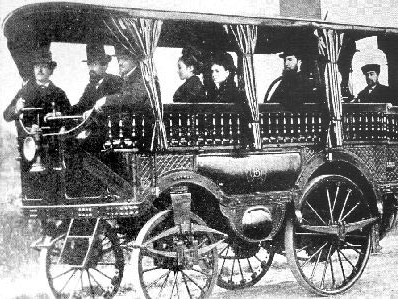
عربة ميكانيكية بدون حصان

عربة بدون حصان هو اسم قديم للسيارة. قبل اختراع السيارة، كانت العربات يتم جرها عادة بالحيوانات، مثل الخيول. يمكن مقارنة المصطلح بالمصطلحات الأخرى، مثل الهاتف اللاسلكي. هذه هي الحالات التي تتم فيها مقارنة تقنية جديدة بأخرى قديمة من خلال وصف ما لا تملكه التقنية الجديدة.
تشتهر معظم العربات التي لا يتم جرها بالخيول بتشابهها مع العربات التي تجرها الخيول، ولكن مع نوع من نظام دفع ميكانيكي. تشمل ميزات أول عربات بدون أحصنة توجيه باستخدام المحراث (أداة حراثة الأرض)، ومحرك أسفل ألواح الأرضية، ومركز ثقل بمكان مرتفع بالعربة.
في القرن التاسع عشر، أصبحت المحركات البخارية المصدر الأساسي للطاقة قطارات السكة الحديدية والسفن، ولعمليات التشغيل في المنشآت مثل المصانع. في عام 1803، أول عربة بدون أحصنة كانت مركبة بخارية تم عرضها في مدينة لندن، إنجلترا، بواسطة ريتشارد تريفيثيك. في العشرينيات من القرن التاسع عشر. نجا أحدهم ليتم عرضه في متحف النقل في غلاسكو. في الولايات المتحدة، صنع سيلفستر إتش روبر عربة بخارية بأربع عجلات في عام 1863.
تعتبر عربة أرمسترونج 1896 الخالية من الأحصنة مركبة هجينة قديمة، والتي جمعت بين محرك كهربائي وبطارية ومحرك احتراق داخلي يعمل بالبنزين.
في عام 1893، (فرانك دوريا) قام بأول رحلة باستخدام عربة بدون أحصنة على طرق الولايات المتحدة، في سبرينغفيلد، ماساتشوستس، حيث سافر ما يقرب من 600 ياردة  قبل أن تجبره مشاكل المحرك على التوقف وإجراء بعض الإصلاحات. واستمر في تأسيس أول شركة سيارات أمريكية، وهي شركة Duryea Motor Wagon، مع شقيقه.
في أبريل 2016، تم عرض عربات بدون أحصنة من مطلع القرن التاسع عشر وأوائل القرن العشرين في إعادة إنشاء أول معرض في لندن للسيارات في عام 1896.